# L'Isle-aux-Allumettes
L'Isle-aux-Allumettes, på engelska ibland kallad Allumette Island, är en kommun i provinsen Québec i Kanada. Den ligger i regionen Outaouais, i den sydöstra delen av landet, 120 km väster om huvudstaden Ottawa, på öar i Ottawafloden, främst Île aux Allumettes. Kommunen bildades 1998 genom sammanslagning av kantonen med samma namn med kantonen L'Isle-aux-Allumettes-Partie-Est och bykommunen Chapeau.
Kommunen är officiellt tvåspråkig (franska och engelska), med 80 % engelsktalande och 22 % fransktalande (modersmålstalare) vid folkräkningen 2021.